# Академия на науките
 Тази статия е за научната организация.  За други видове вижте Академия.  
Академия на науките е организация, която се занимава с наука и представлява център, в рамките на който се планира, организира и координира дейността на дадена научна общност. Първите научни академии възникват в Европа през XVII век: Кралското научно дружество в Лондон, Френската академия на науките, Берлинската кралска академия на науките и литературата. Съвременните национални научни академии в много страни по света (например САЩ, Англия, Италия, Китай, Франция и др.) са организирани по принципа на научни асоциации и могат да са финансирани от държавата или да са частни организации.